# جوزيف عوض
جوزيف فريدريك عوض (17 مايو 1929 - 17 يوليو 2009) شاعر ورسام وموظف علاقات عامة محترف ومدير تنفيذي. عُين رئيسًا وطنيًا لـ جمعية العلاقات العامة الأمريكية في عام 1982 وشاعر البلاط في فرجينيا عام 1998. أدخل عوض في قاعة مشاهير الاتصالات بفيرجينيا عام 1992. جمع شعره مع كل من الكتَّاب الأمريكيين العرب والأيرلنديين الأمريكيين.

## السيرة الذاتية

### الحياة
ولد في مدينة تعدين الفحم شيناندواه، بنسلفانيا لوالديه فريدريك عوض وهيلين دواير. كان والده من الجيل الأول من المهاجرين اللبنانيين ووالدته من الجيل الأول من المهاجرين الأيرلنديين. في عام 1939، بعد وفاة والدته، نقلهم والده إلى واشنطن العاصمة وافتتح محل حلاقة في فندق ماي فلاور. حصل عوض على منحة دراسية إلى مدرسة كلية غونزاغا الثانوية.
التحق بجامعة جورج تاون حيث كان محررًا لمجلة جورج تاون ورسام الكاريكاتير في صحيفة الطلاب هويا، وحصل على البكالوريوس بامتياز في الأدب الإنجليزي عام 1951. أثناء وجوده في المدرسة، عمل في مكتب واشنطن التابع لـ نيويورك ديلي نيوز، ثم عمل لاحقًا لدى شركة ديف هيرمان للعلاقات العامة.
حصل على دورات الدراسات العليا في الأدب في جامعة جورج واشنطن ودورات ليلية في الرسم والتصوير في مدرسة كوركوران للفنون. ذهب عوض للعمل مع شركة رينولدز للمعادن في عام 1957، وتقاعد منها في عام 1993 نائبًا للرئيس التنفيذي للعلاقات العامة.
بعد قضاء الوقت في لويزفيل، كنتاكي وشيكاغو، إلينوي، استقر هو وزوجته دوريس في ريتشموند، فيرجينيا في عام 1963. وأنجبا عشرة أطفال.
على مر السنين، شغل عوض العديد من عضوية المجالس المحلية بما في ذلك، الكومنولث الجمعيات الخيرية الكاثوليكية، وأصدقاء مكتبة ريتشموند، ومجلة نيو فيرجينيا ريفيو. وكان أيضًا رئيسًا للجنة الاتصالات الأبرشية ونائب رئيس نادي الكتاب في فرجينيا.
توفي جوزيف عوض في ريتشموند، فيرجينيا، محاطًا بعائلته في 17 يوليو 2009.

### العلاقات العامة
عُين عوض رئيسًا وطنيًا لجمعية العلاقات العامة الأمريكية في عام 1982 وترأس كلية الزملاء المرموقة. حصل على جائزة توماس جيفرسون للإنجازات المهنية من قبل فرع السيادة القديمة التابع للجمعية. تم نشر قوة العلاقات العامة في عام 1985 من قبل دار نشر برايجر، نيويورك. تم تجنيده في قاعة مشاهير الاتصالات في فرجينيا في عام 1992.

### شعر
نشر عوض أربعة كتب شعرية وأدرجت قصائده في العديد من المختارات والمجلات الأدبية، بما في ذلك كومونويل، بارناسوس، "مجلة كانساس الفصلية"، و"مراجعة ويليام وماري"، و"مجال الشاعر". كان عضوًا ورئيسًا نهائيًا لجمعية الشعر في فرجينيا وحصل على جائزة إدغار آلان بو. وتشمل الجوائز الأخرى جائزة دون جودوين للشعر. كان عوض شاعر البلاط في فرجينيا للفترة 1998-2000.

## الببليوغرافيا
شِعر
- مسافات النيون، 1980
- شيناندواه منذ فترة طويلة، 1990
- الميل إلى سماع الموسيقى، 1997
- الانفجار الكبير، 1999
- في وقت متأخر من الليل، 2009
- البناء أمامنا، كتاب صغير للشاعر الأيرلندي جير كيلين، 1989

العلاقات العامة
- قوة العلاقات العامة، 1985

مختارات
- القصائد الدينية الأمريكية، مختارات من تأليف هارولد بلوم
- ورق العنب: قرن من الشعر العربي الأميركي
- نهاية الرعية التالية: مجموعة من الكتابات الأيرلندية الأمريكية
- مختارات منتون لشعر المجلة والكتاب السنوي للشعر الأمريكي
- مختارات الصفر
- الجمعية الشعرية لمختارات فيرجينيا

## قصائد
- قصيدة "التوقف عند زهرة الماي فلاور"
- قصيدة "أمريكا"
- قصيدة "في أمسية"
- قصيدة "فيلانيل"
- قصيدة "مسافات النيون"